# Erannis rufipennaria
Erannis rufipennaria là một loài bướm đêm trong họ Geometridae.